# École Diwan
Ne doit pas être confondu avec Musique diwane.
Pour les articles homonymes, voir Diwan.
Une école Diwan (/ˈdiwɑ̃n/) fait partie d'un réseau français d'écoles associatives, gratuites et laïques où l'enseignement est dispensé en langue bretonne. La majeure partie des écoles et collèges est sous contrat d'association avec l'État, sauf les établissements créés depuis moins de cinq ans. L'État prend donc en charge les salaires de ses enseignants, comme il le fait avec tout établissement scolaire sous contrat. Les enseignants suivent les programmes officiels français et sont inspectés comme leurs homologues de l'enseignement public. Diwan est un mot breton signifiant « germer, sortir de terre ». La première a été créée en 1977 en Bretagne. En 2020, les écoles Diwan scolarisent 4 059 élèves de la maternelle jusqu'au baccalauréat dans les cinq départements de Bretagne historique.
Le réseau Diwan fait lui-même partie du réseau Eskolim, fédérations des écoles associatives enseignant en immersion linguistique en langues régionales ou minoritaires de France, depuis sa création en 2009.

## Historique

### Création et évolution

Ancien logo

Début 1977, Reun L'Hostis, musicien, brittophone, militant à la CGT et à l'UDB, inspiré par les exemples européens d'écoles associatives proposant un enseignement dans une langue minoritaire (Gaelscoileanna irlandaises, ikastolak basques, La Bressola catalane, etc.) prend attache avec la municipalité de Lampaul-Ploudalmézeau pour un projet de garderie en langue bretonne. Le maire Yves Morel est un interlocuteur sensible à la langue bretonne. Le 21 février 1977, le conseil municipal, après discussion, est favorable à ce projet,. Le 3 mai 1977, le conseil décide de lui louer les locaux publics jouxtant la mairie,, ceux d'une ancienne école, fermée depuis cinq ans, à Lampaul-Ploudalmézeau. L'école maternelle ouvre le lundi 23 mai 1977,, accueillant sept élèves et leur instituteur, Denez Abernot,.
Le premier président de Diwan est le chanteur, musicien et libraire Gweltaz Ar Fur, qui occupe ces fonctions jusqu'en 1980. Reun L'Hostis lui succède à ce poste et reste président de Diwan jusqu'en 1986 ,. Puis ce fut le tour de Youenn Bodennek et plus tard, parmi les premiers membres de l'association, se trouve également André Lavanant (né en 1951 à Plabennec), secrétaire de l'association en 1980, trésorier en 1981-1982, puis président de 1983 à 1989 et de 1991 à 1997. C'est ensuite Andrew Lincoln, membre du Parti socialiste, qui est président de 1998 à 2002. En 2015, une nouvelle présidente prend la direction du réseau : Stéphanie Stoll qui recevra le 5 octobre 2019 le Collier de l'Hermine à Rennes. Elle démissionne en avril 2021 pour se présenter aux élections régionales en Bretagne, Yann Uguen lui succède alors à la présidence.
En 2008, à l'occasion de l'anniversaire des 30 ans d'existence de Diwan, divers évènements festifs et culturels (concerts, expositions, festoù-noz) ont été organisés. Le premier concours national de skrabell (bretonnisation du terme scrabble) en breton a eu lieu, puis   Ar Redadeg, course de relais de 600 km, à pied à travers la Bretagne, nuit et jour, de Nantes à Brest et, de là, à Carhaix.

### Des établissements de plus en plus nombreux
Cette première école est suivie d'autres écoles maternelles, d'une première école primaire en 1980, du premier collège en 1988 et du premier lycée créé en septembre 1994 au Relecq-Kerhuon (Brest) avant d'être déplacé à Carhaix-Plouguer (Finistère).
En septembre 1995, un second collège est ouvert à Plésidy (Côtes-d'Armor). Deux autres suivent, à Quimper (Finistère) et à Plœmeur (Morbihan), ce dernier s'installant ensuite à Vannes (Morbihan). L'école de Questembert est ouverte en septembre 2000.
À la rentrée 2002, Diwan compte 33 écoles, 4 collèges et 1 lycée, employant quelque 250 personnes, dont 130 à plein temps.

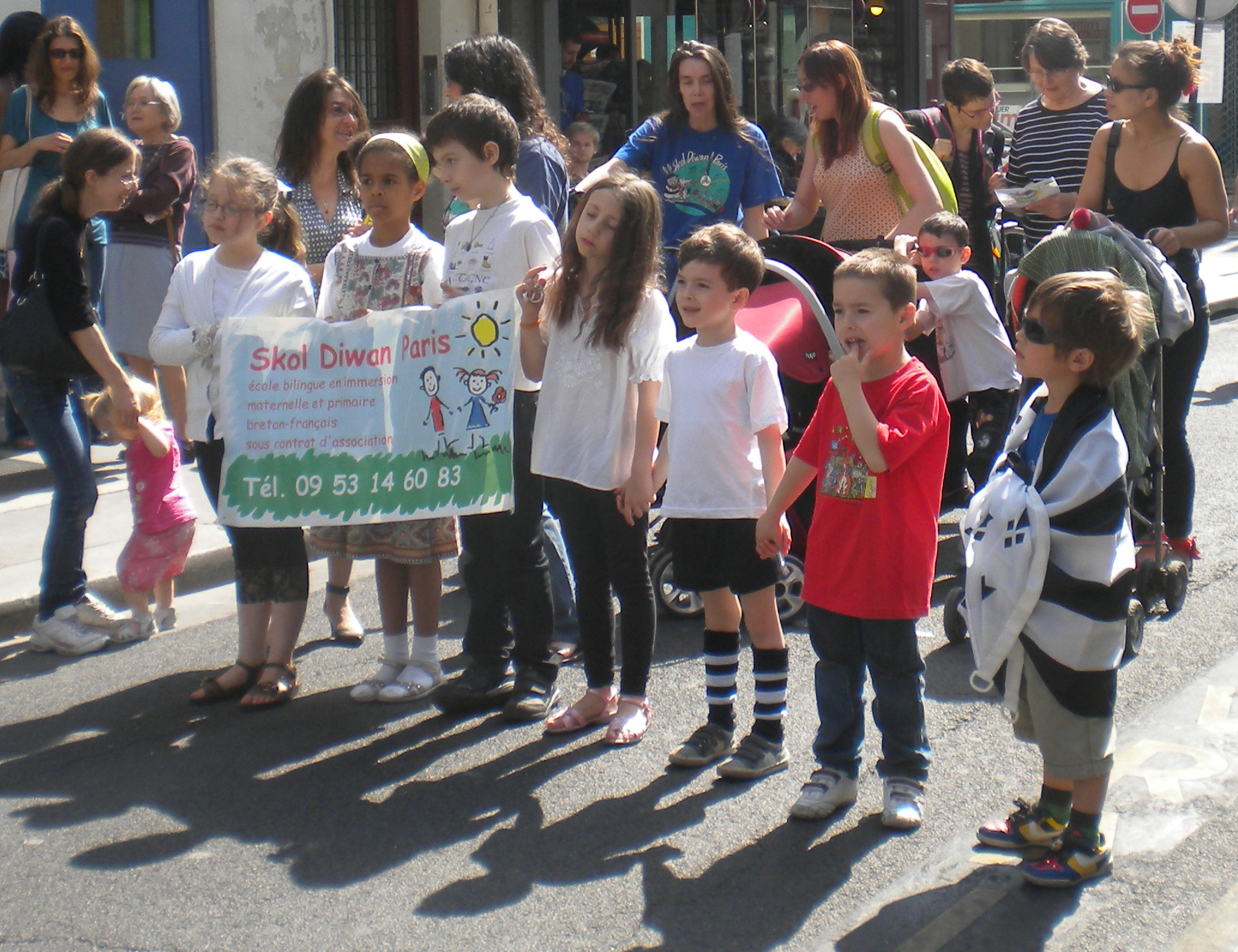
Des écoliers de Diwan à Paris.

En septembre 2004, une école maternelle a ouvert ses portes dans le 14e arrondissement de Paris, à l'instigation de Claude Nadeau, une musicienne de 29 ans, qui a réussi à obtenir l'aide financière d'entrepreneurs bretons, comme Patrick Le Lay. La première année, elle accueille quinze enfants. Elle ferme faute d'effectifs suffisants à la rentrée 2015.
En septembre 2012, une nouvelle école voit le jour à la Fontaine aux Bretons sur la commune de Pornic (première école au sud de la Loire). L'école de Pornic est fermée en septembre 2013, faute d'enseignant, sur décision du conseil d'administration de Diwan Breizh.
En septembre 2016, l'école de Saint-Herblain est ouverte sur le site de l'Angevinière. Celui-ci est composé d'une crèche, d'une école et d'un collège. En 2020 un deuxième lycée a ouvert à Vannes.
| Nombre | Département      | Communes |
| ------ | ---------------- | --- |
| 23     | Finistère        | Bannalec, Brest-Recouvrance, Brest-Guelmeur, Carhaix-Plouguer, Châteaulin, Commana, Crozon, Landerneau, Le Faou, Lesneven, Morlaix, Plabennec, Plogastel-Saint-Germain, Ploudalmézeau, Plougastel-Daoulas, Plouguerneau, Pont-Croix, Quimper-Creac'h Gwen, Quimper-Kerfeunteun, Quimper-Penhars, Quimperlé, Saint-Pol-de-Léon, Saint-Renan, Trégunc |
| 8      | Côtes-d'Armor    | Bourbriac, Dinan, Guingamp, Lannion, Louannec, Paimpol, Plounévez-Moëdec et Saint-Brieuc |
| 6      | Morbihan         | Auray, Baud, Lorient, Pontivy, Riantec, Vannes |
| 6      | Loire-Atlantique | Guérande, Nantes-ouest, Nantes-sud, Saint-Herblain, Saint-Nazaire, Savenay, |
| 4      | Ille-et-Vilaine  | Fougères, Guipel, Rennes-Le Blosne, Rennes-Keryann |

Les collèges se trouvent au Relecq-Kerhuon, à Guissény, à Plésidy, Quimper, Vannes et Saint-Herblain.
Les lycées se situent à Carhaix et Vannes.
Des projets d'ouverture d'écoles sont en cours à Tréguier, dans le Pays de Lorient et au Nord de Nantes, ainsi qu'un projet de collège en Ille-et-Vilaine.

### Des effectifs stables après une hausse constante
En 2001, dans les cinq départements de la Bretagne historique, 7 365 élèves suivent un enseignement bilingue, dont 2 609 dans les écoles Diwan contre 2 628 dans l'enseignement public et 2 128 dans l'enseignement privé catholique. Sur les 2 609 élèves inscrits dans une école Diwan, 1 502 étudient dans le Finistère, 427 dans les Côtes-d'Armor, 377 dans le Morbihan, 206 en Loire-Atlantique et 97 en Ille-et-Vilaine.
À la rentrée 2002, les écoles Diwan accueillent 2 780 élèves, soit une hausse de 6,5 % par rapport à 2000. 641 élèves étudient dans le second degré, 2139 dans le premier degré.
À la rentrée scolaire 2006, les effectifs affichés par l'ensemble des écoles Diwan, tous niveaux confondus, sont de 2 943 élèves. En septembre 2007, ils sont de 2 990 élèves, dont 40 élèves de plus au lycée de Carhaix, par rapport à l'année précédente. En septembre 2015, le cap des 4 000 élèves est franchi (avec 4 097 inscrits à la rentrée, hausse de près de 6 %,).
À la rentrée 2018, les écoles Diwan accueillent 4 337 enfants de la maternelle au lycée. Les effectifs continuent à augmenter, mais plus faiblement avec une hausse de 0.4% par rapport à la rentrée 2017. À la rentrée 2019, 4 307 enfants étaient inscrits dans les différents établissements. La rentrée 2020 accuse une baisse, avec 4059 inscrits.
| 1er degré (Maternelle et primaire) : 3 073 élèves | 1er degré (Maternelle et primaire) : 3 073 élèves | 1er degré (Maternelle et primaire) : 3 073 élèves | 1er degré (Maternelle et primaire) : 3 073 élèves | 1er degré (Maternelle et primaire) : 3 073 élèves | 1er degré (Maternelle et primaire) : 3 073 élèves | 1er degré (Maternelle et primaire) : 3 073 élèves | 1er degré (Maternelle et primaire) : 3 073 élèves | 1er degré (Maternelle et primaire) : 3 073 élèves | 1er degré (Maternelle et primaire) : 3 073 élèves | 1er degré (Maternelle et primaire) : 3 073 élèves | 1er degré (Maternelle et primaire) : 3 073 élèves | 1er degré (Maternelle et primaire) : 3 073 élèves | 1er degré (Maternelle et primaire) : 3 073 élèves |
| ------------------------------------------------- | ------------------------------------------------- | ------------------------------------------------- | ------------------------------------------------- | ------------------------------------------------- | ------------------------------------------------- | ------------------------------------------------- | ------------------------------------------------- | ------------------------------------------------- | ------------------------------------------------- | ------------------------------------------------- | ------------------------------------------------- | ------------------------------------------------- | ------------------------------------------------- |
| Côtes d'Armor (22)                                | Côtes d'Armor (22)                                |                                                   | Finistère (29)                                    | Finistère (29)                                    |                                                   | Ille-et-Vilaine (35)                              | Ille-et-Vilaine (35)                              |                                                   | Loire-Atlantique (44)                             | Loire-Atlantique (44)                             |                                                   | Morbihan (56)                                     | Morbihan (56)                                     |
| Dinan                                             | 77                                                | Le Faou                                           | 52                                                | Guipel                                            | 25                                                | Guérande                                          | 26                                                | Auray                                             | 72                                                |                                                   |                                                   |                                                   |                                                   |
| Bourbriac                                         | 36                                                | Bannalec                                          | 87                                                | Fougères                                          | 21                                                | Nantes 1                                          | 168                                               | Lorient                                           | 95                                                |                                                   |                                                   |                                                   |                                                   |
| Guingamp                                          | 65                                                | Brest 1                                           | 142                                               | Rennes 1                                          | 89                                                | Nantes 2                                          | 29                                                | Baud                                              | 37                                                |                                                   |                                                   |                                                   |                                                   |
| Lannion                                           | 95                                                | Brest 2                                           | 127                                               | Rennes 2                                          | 63                                                | Saint-Nazaire                                     | 40                                                | Vannes                                            | 72                                                |                                                   |                                                   |                                                   |                                                   |
| Louannec                                          | 30                                                | Ploudalmézeau                                     | 57                                                |                                                   |                                                   | Savenay                                           | 10                                                | Pontivy                                           | 61                                                |                                                   |                                                   |                                                   |                                                   |
| Paimpol                                           | 26                                                | Carhaix                                           | 84                                                | Saint-Herblain                                    | 41                                                | Riantec                                           | 31                                                |                                                   |                                                   |                                                   |                                                   |                                                   |                                                   |
| Plounévez-moëdec                                  | 26                                                | Chateaulin                                        | 23                                                |                                                   |                                                   |                                                   |                                                   |                                                   |                                                   |                                                   |                                                   |                                                   |                                                   |
| Saint-Brieuc                                      | 75                                                | Saint-Pol-de-Léon                                 | 71                                                |                                                   |                                                   |                                                   |                                                   |                                                   |                                                   |                                                   |                                                   |                                                   |                                                   |
| TOTAL                                             | 430                                               | Quimper - Kermoguer                               | 104                                               | TOTAL 35                                          | 198                                               | TOTAL 44                                          | 314                                               | TOTAL 56                                          | 368                                               |                                                   |                                                   |                                                   |                                                   |
|                                                   |                                                   |                                                   | Quimper - Penhars                                 | 93                                                |                                                   |                                                   |                                                   |                                                   |                                                   |                                                   |                                                   |                                                   |                                                   |
| Quimper - Creac'h Gwen                            | 12                                                |                                                   |                                                   |                                                   |                                                   |                                                   |                                                   |                                                   |                                                   |                                                   |                                                   |                                                   |                                                   |
| Quimperlé                                         | 57                                                |                                                   |                                                   |                                                   |                                                   |                                                   |                                                   |                                                   |                                                   |                                                   |                                                   |                                                   |                                                   |
| Commana                                           | 30                                                |                                                   |                                                   |                                                   |                                                   |                                                   |                                                   |                                                   |                                                   |                                                   |                                                   |                                                   |                                                   |
| Crozon                                            | 47                                                |                                                   |                                                   |                                                   |                                                   |                                                   |                                                   |                                                   |                                                   |                                                   |                                                   |                                                   |                                                   |
| Landerneau                                        | 78                                                |                                                   |                                                   |                                                   |                                                   |                                                   |                                                   |                                                   |                                                   |                                                   |                                                   |                                                   |                                                   |
| Lesneven                                          | 110                                               |                                                   |                                                   |                                                   |                                                   |                                                   |                                                   |                                                   |                                                   |                                                   |                                                   |                                                   |                                                   |
| Saint-Renan                                       | 40                                                |                                                   |                                                   |                                                   |                                                   |                                                   |                                                   |                                                   |                                                   |                                                   |                                                   |                                                   |                                                   |
| Morlaix                                           | 64                                                |                                                   |                                                   |                                                   |                                                   |                                                   |                                                   |                                                   |                                                   |                                                   |                                                   |                                                   |                                                   |
| Plabennec                                         | 26                                                |                                                   |                                                   |                                                   |                                                   |                                                   |                                                   |                                                   |                                                   |                                                   |                                                   |                                                   |                                                   |
| Plogastel-Saint-Germain                           | 40                                                |                                                   |                                                   |                                                   |                                                   |                                                   |                                                   |                                                   |                                                   |                                                   |                                                   |                                                   |                                                   |
| Plougastel-Daoulas                                | 42                                                |                                                   |                                                   |                                                   |                                                   |                                                   |                                                   |                                                   |                                                   |                                                   |                                                   |                                                   |                                                   |
| Plouguerneau                                      | 21                                                |                                                   |                                                   |                                                   |                                                   |                                                   |                                                   |                                                   |                                                   |                                                   |                                                   |                                                   |                                                   |
| Pont-Croix                                        | 47                                                |                                                   |                                                   |                                                   |                                                   |                                                   |                                                   |                                                   |                                                   |                                                   |                                                   |                                                   |                                                   |
| Tregunc                                           | 48                                                |                                                   |                                                   |                                                   |                                                   |                                                   |                                                   |                                                   |                                                   |                                                   |                                                   |                                                   |                                                   |
| TOTAL                                             | 1502                                              |                                                   |                                                   |                                                   |                                                   |                                                   |                                                   |                                                   |                                                   |                                                   |                                                   |                                                   |                                                   |
| 2e degré (collège et lycée) : 1 234 élèves        |                                                   |                                                   |                                                   |                                                   |                                                   |                                                   |                                                   |                                                   |                                                   |                                                   |                                                   |                                                   |                                                   |
| Côtes d'Armor (22)                                | Côtes d'Armor (22)                                |                                                   | Finistère (29)                                    | Finistère (29)                                    |                                                   | Ille-et-Vilaine (35)                              | Ille-et-Vilaine (35)                              |                                                   | Loire-Atlantique (44)                             | Loire-Atlantique (44)                             |                                                   | Morbihan (56)                                     | Morbihan (56)                                     |
| Plésidy                                           | 208                                               | Le Relecq-Kerhuon                                 | 236                                               | En projet                                         | En projet                                         | Saint-Herblain                                    | 81                                                | Vannes                                            | 174                                               |                                                   |                                                   |                                                   |                                                   |
| Paimpol (en projet)                               | Paimpol (en projet)                               | Quimper                                           | 175                                               |                                                   |                                                   |                                                   |                                                   |                                                   |                                                   |                                                   |                                                   |                                                   |                                                   |
|                                                   |                                                   | Carhaix (lycée)                                   | 293                                               |                                                   |                                                   |                                                   |                                                   |                                                   |                                                   |                                                   |                                                   |                                                   |                                                   |
|                                                   |                                                   | Guissény                                          | 96                                                |                                                   |                                                   |                                                   |                                                   |                                                   |                                                   |                                                   |                                                   |                                                   |                                                   |
|                                                   |                                                   |                                                   |                                                   |                                                   |                                                   |                                                   |                                                   |                                                   |                                                   |                                                   |                                                   |                                                   |                                                   |
| TOTAL EFFECTIF : 4 075 élèves                     |                                                   |                                                   |                                                   |                                                   |                                                   |                                                   |                                                   |                                                   |                                                   |                                                   |                                                   |                                                   |                                                   |

## Statut

### Recherche d'un statut public
En 1972, le programme commun, signé par le  Parti socialiste, le Parti communiste et les radicaux de gauche, prévoit que « tous les secteurs de l'enseignement initial et une partie importante de l'éducation permanente seront réunis dans un service public unique et laïque dépendant du ministère de l'Éducation nationale ».
De même, lors de l'élection présidentielle de 1981, François Mitterrand propose la mise en place d'un « grand service public unifié et laïc de l'Éducation nationale », celui-ci ayant « vocation d'accueillir tous les établissements et tous les personnels », ce qui aurait dû conduire à intégrer dans l'enseignement public les écoles Diwan.
Toutefois, ce projet Savary « relatif aux rapports entre l'État, les communes, les départements, les régions et les établissements d'enseignement privé » est finalement abandonné en 1984. En revanche, à partir de 1983, l'association reçoit des subventions de l'État.
En 1986, un plan d'intégration de 31 enseignants est signé avec le ministère de l'Éducation nationale. Il est rapidement remis en cause dès l'année suivante. En 1988, un protocole d'accord est signé fixant les modalités de fonctionnement des écoles Diwan et la participation financière de l'État et des collectivités territoriales de la région Bretagne. Dix enseignants sont pris en charge. En 1990, une nouvelle convention avec l'Éducation nationale permet de prendre en charge 51,5 postes sous statut de maîtres contractuels. En 1993, un accord cadre avec l'Éducation nationale, réactualise la convention de 1990 et titularise 3 enseignants en tant qu'instituteurs publics, puis 6 autres comme professeurs des Écoles. Depuis 1994, l'association bénéficie de contrats d'association avec l'Éducation nationale.
Le 28 mai 2001, le ministre de l'Éducation Nationale Jack Lang et le président de Diwan, Andrew Lincoln, signent à Rennes un protocole de passage sous statut public des écoles Diwan, malgré l’opposition du Conseil supérieur de l'éducation nationale (0 pour, 32 contre, 8 abstentions, 1 non prise de part au vote). Cet accord est dénoncé par des syndicats d'enseignants qui demandent au Conseil d'État de statuer. Ce dernier rejette l'intégration de Diwan au motif que la méthode par immersion est contraire aux dispositions légales et inconstitutionnelle, sur la base des articles L. 121-3 et L. 312-10 du code de l'éducation, de l'article 1er de la loi du 4 août 1994 et de l'article 2 de la Constitution française, modifié au moment de la ratification du traité de Maastricht : « La langue de la République est le français ». Le Garde des sceaux avait promis à l'époque que jamais cette loi ne serait utilisée contre les langues régionales,.
Cet arrêt interdit l'intégration de Diwan dans l'enseignement public sur le fondement d'un bilinguisme reposant sur la méthode de l'immersion. En revanche, il ne remet pas en cause l'enseignement bilingue à parité horaire, la seule condition étant « une définition rigoureuse des horaires entre le français et la langue régionale enseignée afin que l'on s'assure qu'une partie des enseignements des différentes disciplines se fait effectivement en français », conformément à l'arrêté du 12 mai 2003 « relatif à l’enseignement bilingue en langues régionales à parité horaire dans les écoles et les sections « langues régionales » des collèges et des lycées.

### Public ou associatif
À l'intérieur même de Diwan, une opposition existe entre les partisans de l'intégration dans le secteur public, défendue par Andrew Lincoln, son président de 1997 à 2002, et ceux qui souhaitent préserver le statut associatif pour pouvoir continuer la pratique de la pédagogie immersive. Le conflit débouche le 24 novembre 2002 par la démission du conseil d'administration de Diwan lors d'une assemblée générale extraordinaire réunie à Guerlesquin, où la politique d'Andrew Lincoln a été « vivement critiquée ».
Michel Le Tallec, journaliste de 62 ans, ancien trésorier de l'association et initiateur du collectif «Réunir Diwan», opposé au projet de l'ancienne direction, est élu le 1er décembre 2002 à la présidence de Diwan par le bureau de l'association.
Cofondateur de Breizh 2004 en mars 2003, puis président de Kevredelezh Vreizh en décembre 2003, Michel Le Tallec propose, dans un texte daté du 21 décembre, une solution intermédiaire. Devant les difficultés budgétaires de l'association, il considère que le système de financement de Diwan — « pour un tiers des collectivités territoriales (conseil régional, départements, communes), pour un tiers des dons, pour un tiers des animations organisées par les parents d'élèves de Diwan » — s'essouffle et qu'une des solutions est « que Diwan sorte du cadre purement associatif, pour entrer dans un cadre semi-public », à condition que les financeurs, intégrés dans le conseil d'administration de l'association, adhèrent à sa charte pédagogique.
Après la brève présidence de Michel Le Tallec, en 2003, le bureau est recomposé : Anne Le Corre et Patrick Hervé deviennent coprésidents, Joël Le Baron trésorier, François-Gaël Rios secrétaire, Herlé Denez et Fanch Langoet vice-présidents. À l'été 2004, François Gaël Rios et Patrick Hervé deviennent coprésidents de Diwan,. En 2007 Patrick Hervé est toujours président de Diwan. En 2009, trois coprésidents sont élus : Serge Guégo, François-Gaël Rios et Catherine Guérin . De 2010 à 2012, Serge Guégo et François-Gaël Rios sont coprésidents, Serge Guégo est ensuite seul président jusqu'en 2015[réf. nécessaire].

### Statut actuel et financement

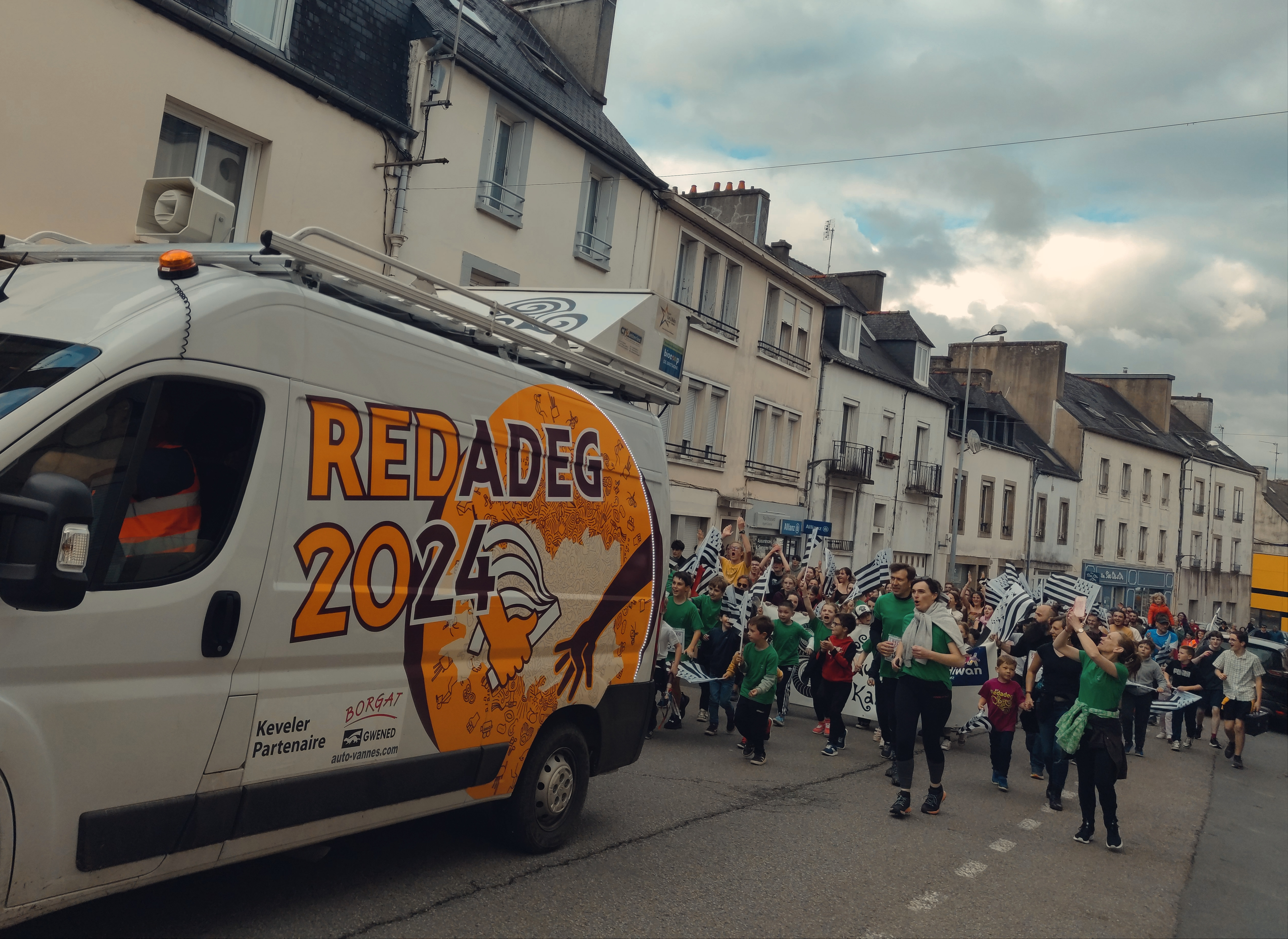
Passage de la Redadeg, cette course permet de lever des fonds pour l'enseignement en langue bretonne.

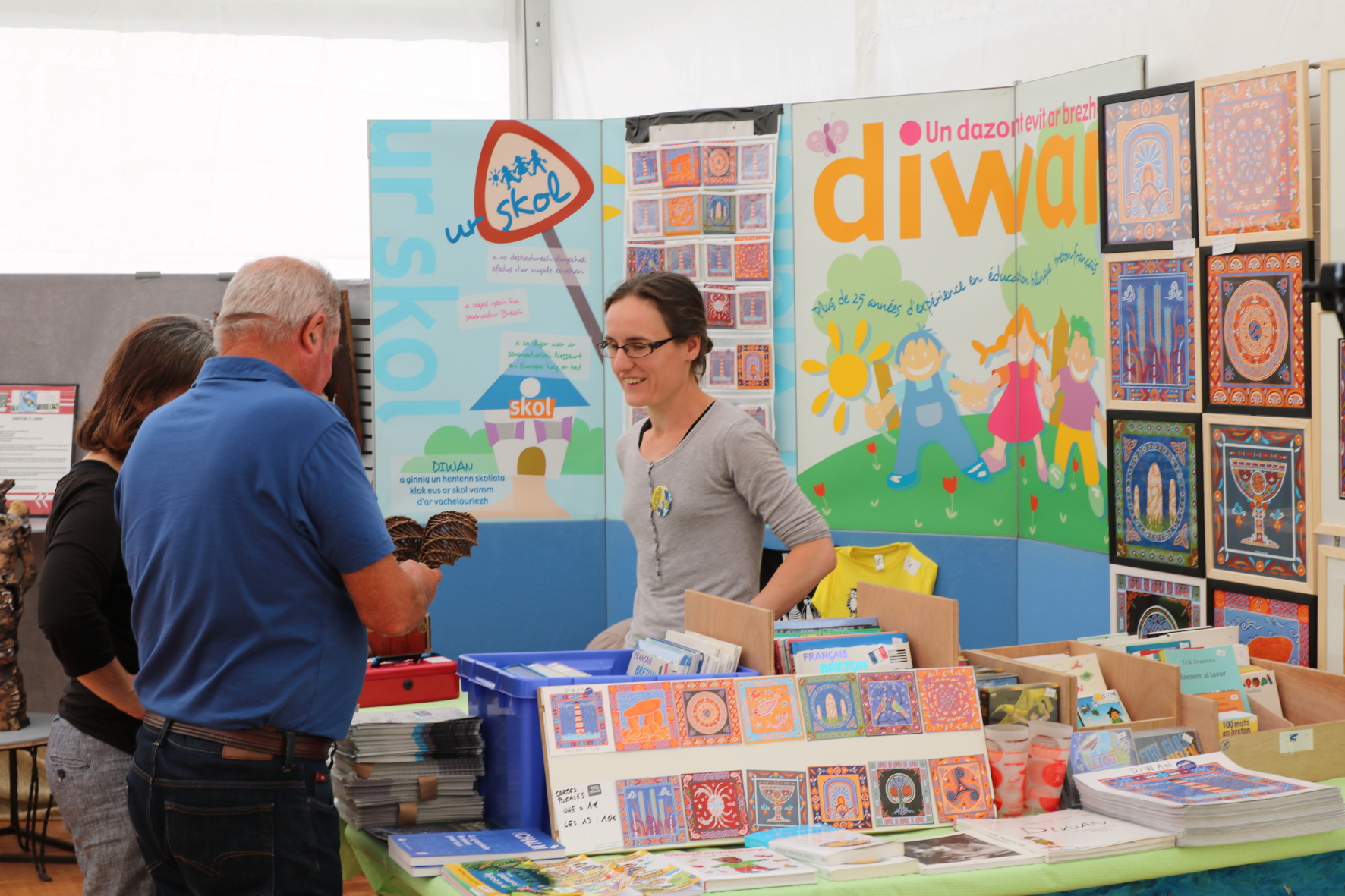
Stand de présentation d'une école Diwan.

Diwan est une fédération d'écoles associatives.
La plupart d'entre elles ont un statut d'établissements privés sous contrat. Elles peuvent donc être partiellement financées par l'État et les collectivités locales. En pratique, cette aide prend deux formes :
- la prise en charge des salaires d'une partie des enseignants par l'État ;
- l'octroi de subventions municipales, départementales et/ou régionales.

Les écoles récentes de Diwan ne bénéficient cependant pas du statut d'établissements privés sous contrat, la loi imposant à un établissement de fonctionner sans aide pendant cinq années avant de pouvoir prétendre à ce statut.
La plus grande partie du budget des écoles Diwan provient donc des dons, de particuliers, soit directement aux écoles, soit reversés par la fédération Diwan, qui collecte des fonds et les redistribue aux différentes écoles. Le budget annuel actuel est de trois millions d'euros, selon Patrick Hervé, président de Diwan . Par exemple, le financement du collège du Morbihan à Vannes est assuré par les dons de particuliers sous forme de virements bancaires automatiques mensuels : 4 000 € de dons chaque mois et par des apports ponctuels, le produit de manifestations (spectacles, fêtes...), ventes de produits.
Les différents comités de soutien organisent régulièrement différentes manifestations et animations pour récolter des fonds. Certaines, comme Tro Menez Are et la Randorade, attirent chaque année des milliers de participants.
De nombreuses personnalités ont publiquement affirmé leur soutien à Diwan, comme Yves Coppens, Eugène Riguidel, Florence Arthaud, Philippe Poupon, Alan Stivell, le professeur Christian Cabrol...
En 2003, le conseil régional de Bretagne a accordé à Diwan une avance de 100 000 euros afin de l'empêcher de se retrouver en situation de liquidation judiciaire sous condition de négociations « avec le ministre de l'éducation nationale en vue d'une intégration au service public sur la base du bilinguisme à parité horaire ».
En septembre 2017, Diwan se trouve en difficulté financière en raison de la non-reconduction des emplois aidés du réseau, à la suite de l'élection d'Emmanuel Macron à la présidence de la République et aux arbitrages financiers du gouvernement d’Édouard Philippe. L'Union démocratique bretonne relance alors l'idée d'un statut public régional pour Diwan : la mission de service public du réseau serait garantie et un financement équivalent à celui de l’Éducation nationale en euro par élève lui serait accordée, mais Diwan conserverait son autonomie de gestion et la méthode de l'immersion en langue bretonne serait préservée.

## Pédagogie

### L'enseignement par immersion
Les écoles Diwan utilisent en maternelle et en première année de primaire la méthode dite « par immersion », l'immersion linguistique consistant à baigner l'élève dans un environnement ne pratiquant que cette langue afin qu'elle devienne langue de vie et que l'apprentissage en soit facilité.
En juillet 2001 et en avril 2002, deux arrêtés visant à organiser un enseignement bilingue dans les écoles, collèges et lycées « langues régionales » sont publiés ; cet enseignement peut être dispensé soit selon le principe de la parité horaire, soit selon la méthode de l’immersion.
Devant cette situation, les défenseurs de Diwan estiment que l'annulation, par le Conseil d'État, des arrêtés du 31 juillet 2001 et du 19 avril 2002, destinés à assurer l'intégration au sein du service public des écoles Diwan dispensant un enseignement en langue bretonne, est une jurisprudence « de circonstance ».
En pratique, l'enseignement en maternelle et en cours préparatoire se fait uniquement en breton, dès l'âge de deux ans. Par la suite, le français est progressivement introduit, du CE1 au CM2, l'enseignement étant principalement dispensé en breton. Au collège et au lycée, la majeure partie de l'enseignement se fait en breton, sauf en ce qui concerne les langues qui sont des matières enseignées et d'enseignement. Les cours de français sont réalisés en français, ceux d'anglais en anglais, ceux d'allemand en allemand, d'espagnol (castillan) en castillan. Certaines autres matières peuvent également être enseignées dans d'autres langues vivantes suivant les capacités des enseignants. Ainsi, le lycée Diwan de Carhaix a mis en place en 2012 une seconde selon les modalités des classes européennes. L'enseignement des sciences naturelles y est réalisé en anglais,,.
En effet, dans les écoles et sections européennes, instituées par la circulaire du 19 août 1992, après un « horaire d'enseignement linguistique très renforcé au cours des deux premières années », l'enseignement se fait dans la langue de la section pour « tout ou partie du programme d'une ou plusieurs disciplines non linguistiques » et des activités culturelles et échanges sont prévus, afin d'approfondir la connaissance de « la civilisation du ou des pays où est parlée la langue de la section ».
Diwan revendique depuis le début la sauvegarde des couleurs dialectales du breton. C'est l'un des points primordiaux de sa charte, le point 6 : « Diwan déclare son hostilité à toute uniformisation linguistique et est attachée aux diverses formes d'expression culturelle, affirmant que seul leur complémentarité est source d'unité, d'enrichissement mutuel et collectif. Le breton enseigné dans les écoles maternelles Diwan est celui utilisé dans leur environnement géographique et humain ».
De plus, les écoles Diwan font régulièrement intervenir les brittophones locaux, de langue maternelle, inconnus ou célèbres (écrivains, chanteurs, conteurs). Ainsi, en janvier 2007, à Bannalec, deux conteurs, Roland Guillou et Laurent Jouin, sont intervenus dans une école Diwan à l'occasion du 13e festival Taol Kurun. De même, dans une interview accordée à Marion Urban dans l'émission « Francophonies » diffusée à l'antenne de RFI en janvier 2005, Yann-Fañch Kemener et Mona Bouzec rendent compte de leurs interventions régulières dans les écoles Diwan.

### Réalisation de matériel pédagogique en breton
L'enseignement en langue bretonne suppose l'existence d'outils adaptés. Quand l'association Diwan a été créée, aucun éditeur n'avait conçu d'ouvrage scolaire en langue bretonne. Aussi les parents et enseignants de Diwan avaient-ils élaboré des commissions pour traduire ou rédiger les manuels scolaires nécessaires à l'enseignement en breton.
Parmi ces commissions, on peut ainsi citer la commission Histoire du niveau collège, qui était composée de 8 personnes.
Des lexiques de vocabulaire spécialisé en différentes matières ont été réalisés : arts, éducation physique et sportive, grammaire, histoire-géographie-économie, littérature, mathématiques et sciences physiques, ainsi que des collections de fiches portant sur l'astronomie, la biologie et la géologie, l'informatique et Internet, la physique et la chimie par « Kreizenn ar Geriaouiñ » (« Centre du vocabulaire »), créé en 1985.
« Au cours des cinq dernières années, la conception et la publication de lexiques normalisés pour les enseignants et l'édition de livres scolaires nous ont coûté 4 MF », affirme en mai 1991 André Lavanant, président de Diwan. Toujours selon le même, « en 1991, le budget Diwan a doté la publication pédagogique d'une somme de 800.000 F. (...) le travail des chercheurs pour la réalisation des lexiques (10 000 mots « normalisés » est estimé à 1,2 MF » .
En 1993, Ti embann ar skolioù (TES) a été créé au sein du  CRDP par le rectorat d'académie de Rennes et la Région Bretagne. TES édite des ouvrages scolaires en breton pour l'enseignement public, l'enseignement privé catholique et Diwan. Dans le comité de production de TES, chacune des trois filières d'enseignement comprend un représentant.

### Colloques
L'association Diwan organise et participe à des colloques et journées d'étude sur les Bretons, la langue bretonne, son enseignement ou la pédagogie. Ainsi, en mai 2007, à l'occasion des 30 ans de sa création, elle a organisé des colloques « en lien avec la langue bretonne, les enfants, l'enseignement et la pédagogie ». Par ailleurs, le 23 janvier 2006, l'association a pris part, avec plusieurs personnalités et associations bretonnes, à un colloque sur le thème « Bretons de Paris : la Bretagne au cœur », organisé au théâtre Silvia-Monfort de Paris par l'association « Paris Breton ».

### Évaluation des résultats
En français, selon Diwan, «les évaluations nationales (tests Jospin) en CE2 et en 6e montrent» que «les résultats des élèves des écoles Diwan sont globalement supérieurs aux moyennes nationales». 
En 1992, huit premiers collégiens passent le brevet des collèges et Diwan affiche une réussite de 100 %, ainsi qu'au "First Degree of Cambridge". En 1997, les dix-sept élèves du collège du Relecq-Kerhuon (sur quarante-trois), candidats au brevet des collèges, qui décident de rédiger leur copie de mathématiques en breton alors que le Rectorat ne les y a pas autorisés, obtiennent tous ce diplôme.En 2006, sur 56 élèves des trois filières générales, le taux de réussite au baccalauréat au lycée Diwan de Carhaix a été de 96 %, dont 100 % en série littéraire, ce qui le place au 8e rang au niveau départemental (sur 69 lycées) et au 323e rang au niveau national (sur 4647 lycées). Le taux de réussite était de 94 % en 2003, de 93 % en 2004 et de 96 % en 2005 et 2006, de 99 % en 2007, de 90 % en 2008  et, selon le bureau de Diwan, de plus de 98 % en 2009 .
En 2013, Le Figaro classe le lycée Diwan de Carhaix « meilleur lycée de France » en considérant les résultats au baccalauréat 2012 (99 %), pondérés par la capacité de l’établissement à accompagner et faire progresser ses élèves et par sa capacité à garder ses élèves entre la seconde et la terminale. Ce même lycée de Carhaix avait selon le classement du Figaro déjà occupé en 2010 la place de « 2e meilleur lycée de France » parmi 1 930 établissements . Ce classement est calculé sur la base des données de l'éducation nationale ,  qui indiquent qu'en 2012 un élève de seconde du lycée Diwan de Carhaix avait 93 % de chance d'obtenir son baccalauréat dans le même établissement.
En 2014, Le Parisien classe le lycée Diwan de Carhaix quatrième de l'académie de Rennes  et trente-sixième de France .

## Autres écoles en langue bretonne
Après la création des écoles Diwan, l'enseignement public (1979) et l'enseignement privé (1990) ont développé leur propre réseau d'enseignement du breton :
- Dihun Breizh est une association de parents d'élèves scolarisés dans le réseau de classes bilingues dans l'enseignement privé catholique.
- Div yezh Breizh est une association de parents d'élèves scolarisés dans le réseau des classes bilingues de l'enseignement public.

En effet, en 1982, la circulaire Savary autorise la mise en place d'une filière de classes bilingues. Plusieurs classes fonctionnant à mi-temps en breton et en français sont créées dans l'enseignement public et privé, notamment à Saint-Rivoal, Cavan, Lannion, Rennes ou Landerneau. Au contraire de Diwan, ces écoles pratiquent un enseignement dit « à parité horaire ».

## Dans la culture

### Chansons consacrées à Diwan
Deux auteurs ont exprimé l'importance de Diwan à leurs yeux par des chansons. 
- Dan Ar Braz lui a consacré Diwanit bugale (Que naissent/germent les enfants), qui a été présenté à l'Eurovision en 1996, et figure sur l'Héritage des Celtes.
- Gilles Servat a enregistré Bugaleaj nevez, sur son album Sous le ciel de cuivre et d'eau, avec des chœurs chantés par des enfants de Diwan.

Diverses écoles ont produit leur propres albums, comme celle de Lesneven en 2009, ou participé à différents albums de Jean-Luc Roudaut. En 2015, le collège du Relecq-Kerhuon a édité un album, créé avec l'aide de différents groupes brittophones : "Etre glas ha melen", pour rappeler le fait que dans ce collège, les classes sont différenciées par un système de couleur, le plus souvent glas (bleu) et melen (jaune), et parfois ruz (rouge) et gwer (vert).

### Films
Il existe plusieurs films sur les écoles Diwan, dont Dibab Diwan, de 26 minutes, filmé à l'école Diwan de Nantes par Jean-Charles Huitorel, coproduit par Aligal production et France Télévisions , diffusé sur France 3.

#### Archives
- En 2003, Andrew Lincoln a déposé 18 boîtes d'archives[93] à la bibliothèque Yves-Le Gallo du Centre de recherche bretonne et celtique (CRBC) de l'Université de Bretagne-Occidentale.

### Filmographie
- (br) Botoù-koad dre-dan, de France Télévisions, TVR, Tébéo, Tébésud, Kalanna Production, Brezhoweb (prod.) et de Soazig  Daniellou (réal.), scénario de Soazig  Daniellou, 22 avril 2017, documentaire, 52 min [voir en ligne] [présentation en ligne], 50:10 à 53:01